# 국도 제D100호선 (튀르키예)

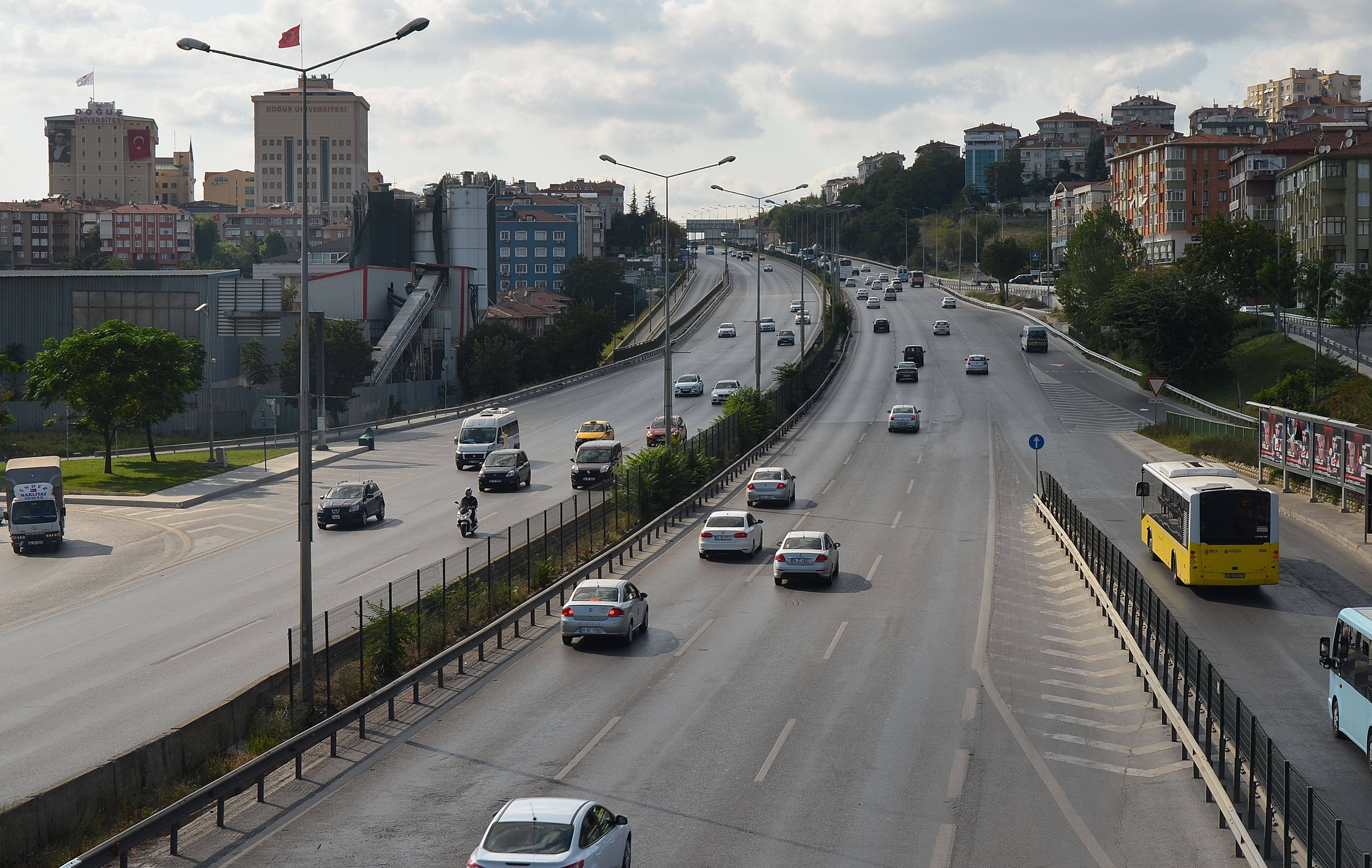
카디쾨이의 서쪽 지역인 이스탄불로 향하고 있는 튀르키예 D100번 국도의 모습.

국도 제D100호선(State road D.100)은 튀르키예의 카프쿨레에서 구르부락까지 이어주는 총 연장 1,788 km(1,111 mi)의 거리를 가진 일반 국도 노선이다. 그래서 이 도로가 불가리아의 국경과 이란의 국경을 기종점으로 각각 삼고 있는 것이며, 유럽 고속도로 80호선과 , , 의 일부로 각각 구성되어 있다. 주요 접촉 도로로는 국도 제D650호선 (튀르키예), 국도 제D750호선 (튀르키예), 국도 제D850호선 (튀르키예), 국도 제D950호선 등이 있으며, 이란의 국경선에서는 이란 32번 국도와 접촉하고 있고, 불가리아의 국경선에서는 마리차 고속도로와도 이어준다.